# Teresa Bolaños de Zarco
Teresa Bolaños de Zarco (Santa Ana, 9 de octubre de 1922-Ciudad de Guatemala, 24 de diciembre de 1998) fue una escritora, pianista, pintora, guitarrista y empresaria salvadoreña. Se nacionalizó guatemalteca y se casó con el periodista Isidoro Zarco Alfasa., uno de los fundadores de Prensa Libre. Madre de tres hijos: Manuel, Teresa y José Eduardo.

## Biografía
Fue una mujer de profesión periodista y gran escritora, lo cual la llevó a desempeñar cargos tales como presidenta de la Asociación de Señoras de Periodistas de Guatemala de la cual fue fundadora en (1956-57). En 1972 dos años después de la trágica muerte de su esposo, creó el premio Isidoro Zarco. que entrega la Cámara Guatemalteca de Periodismo. En el año de 1987 forma parte junto a Monseñor Rodolfo Quezada Toruño la Comisión Nacional de Reconciliación. Su participación en el proceso de paz fue celebrada tanto por el Gobierno de Guatemala como por la guerrilla. También luchó por la libertad de prensa y por los judíos soviéticos. Fue presidenta del Consejo de Administración de Prensa Libre, dos veces presidenta de la Cámara Guatemalteca de Periodismo creó el premio “Tere de Zarco”. al mejor estudiante de comunicación, que anualmente entrega la Cámara Guatemalteca de Periodismo. Publicó 5 libros de distintos temas.

## Cargos que Desempeñó
- Presidenta de la Asociación de señoras de Periodistas de Guatemala y socia fundadora  (1956-57)
- Presidenta de la Liga Pro Salud del Pueblo (1957-70)
- Presidenta de la campaña de recaudación de los Cuerpo de Bomberos Voluntario y Municipales (1971-72)
- Crea el premio Isidoro Zarco  que se entrega hasta la actualidad en la Cámara Guatemalteca de Periodismo (1972)
- Colabora en la creación de la Escuela Isidoro Zarco en la Aldea El Fiscal, Municipio de Palencia.
- Representa a Guatemala en el Congreso de Defensa de los Derechos Humanos de las minorías Judías de la Unión Soviética, en Buenos Aires, Argentina (1973)
- Representa a Guatemala en el Congreso de Defensa de los Derechos Humanos de las minorías Judías de la Unión Soviética, en San José, Costa Rica  (1974)
- Representa a Guatemala en el Congreso de Defensa de los Derechos Humanos de las minorías Judías de la Unión Soviética, en el Distrito Federal, México (1975)
- Representa a Guatemala en el Congreso de Defensa de los Derechos Humanos de las minorías Judías de la Unión Soviética, en el Distrito Federal, México (1977)
- Vicepresidenta de la Cámara Guatemalteca de Periodismo (1983-84)
- Presidenta de la Cámara Guatemalteca de Periodismo (1986-87)
- El Presidente de la República, Vinicio Cerezo, por Acuerdo Gubernativo, le confiere la calidad de Ciudadana Notable de forma Vitalicia, y como tal forma parte de la Comisión Nacional de Reconciliación, de la cual es Fundadora y Vicepresidenta.
- Presidenta de la Cámara Guatemalteca de Periodismo (1991-92)
- Nombrada Embajadora Itinerante (1992)
- Nombrada Embajadora Extraordinaria y plenipotenciaria en Misión Especial para imponer la Orden del Quetzal al Presidente de la Generalidad de Cataluña, Don Jordi Pujol Soler. (1995)
- Presidenta de la Comisión de Libertad de Prensa (1996)
- Presidenta del Consejo de Administración de Prensa Libre (1996-1998)
- Crea el Premio “Teresa de Zarco”, para el mejor estudiante de Ciencias de la Comunicación de todas las universidades del país. (1997)

## Publicaciones
- 1973: “El Pensamiento Vivo de Isidoro Zarco”
- 1993: “Y salió”.[6]
- 1996 “La culebra en la Corbata”. Crónica del proceso de paz en Guatemala.